# Франтишек Плах
Франтишек Плах (словац. František Plach, нар. 8 березня 1992, Жиліна) — словацький футболіст, воротар польського клубу «П'яст» (Гливиці).
Виступав, зокрема, за клуб «Сениця», а також національну збірну Словаччини.
Чемпіон Польщі.

## Клубна кар'єра
Народився 8 березня 1992 року в місті Жиліна. Вихованець футбольної школи клубу «Жиліна».
У дорослому футболі дебютував 2013 року виступами за команду «Святи Юр». 
Протягом 2015 року захищав кольори клубу «Погроньє».
Своєю грою за останню команду привернув увагу представників тренерського штабу клубу «Сениця», до складу якого приєднався 2016 року. Відіграв за команду із Сениці наступні два сезони своєї ігрової кар'єри.
До складу клубу «П'яст» (Гливиці) приєднався 2018 року. Станом на 29 березня 2022 року відіграв за команду з Гливиців 118 матчів в національному чемпіонаті.

## Виступи за збірну
У 2022 році дебютував в офіційних матчах у складі національної збірної Словаччини.

## Титули і досягнення

### Командні
- Чемпіон Польщі (1):

«П'яст» (Гливиці): 2018-2019

### Особисті
- Кращий голкіпер Чемпіонату Польщі: 2019-2020